# Sterigmapetalum heterodoxum
Sterigmapetalum heterodoxum är en tvåhjärtbladig växtart som beskrevs av J.A. Steyerm. och R. Liesner. Sterigmapetalum heterodoxum ingår i släktet Sterigmapetalum, och familjen Rhizophoraceae. Inga underarter finns listade i Catalogue of Life.